# 5377 Komori
Az 5377 Komori (ideiglenes jelöléssel 1991 FM) a Naprendszer kisbolygóövében található aszteroida. Otomo S. és Muramacu Oszamu fedezte fel 1991. március 17-én.